# Segunda batalla de Cholet
La Segunda Batalla de Cholet (francés: Deuxième bataille de Cholet) fue un enfrentamiento militar sucedido en el marco de la Guerra de la Vendée el 17 de octubre de 1793. Finalizó con una victoria decisiva de las fuerzas republicanas.

## Antecedentes
En la mañana del 16 de octubre de 1793, el Ejército Católico y Real de la Vandea, después de una dura derrota en La Tremblaye, carecía de municiones y artillería, se había retirado de Beaupréau y se estaba evacuando Cholet. La vanguardia republicana, comandada por Michel de Beaupuy (1755-1796), se acercó a la ciudad desde el sur, atravesando la zona sin parar y posesionándose de las colinas al norte de Cholet. El general Jean Baptiste Kléber (1753-1800) empezó entonces a desplegar las divisiones de Beaupuy y Nicolas Haxo (1749-1794) a la izquierda del castillo de La Treille, y la de Louis Antoine Vimeux (1737-1814) a la derecha del castillo de Bois-Grolleau. En cuanto al recién ascendido brigadier François Séverin Marceau-Desgraviers (1769-1796), ocupaba el centro con el general Marc Amand Élisée Scherb (1747-1838) frente al páramo de Papinière; la zona donde el terreno era más abierto. En la práctica, Kléber estaba al mando del ejército pero era Jean Léchelle (1760-1793) teóricamente comandaba, aunque su experiencia militar era nula y se limitaba a aprobar las órdenes de Kléber. 
Durante la noche llegaron los representantes en misión Pierre Bourbotte (1763-1795), René-Pierre Choudieu (1761-1838), Joseph-Pierre-Marie Fayau (1766-1799) y Antoine Dubois de Bellegarde (1738-1825). Ya acompañaban al ejército los representantes Antoine Merlin de Thionville (1762-1833), Jean-Baptiste Carrier (1756-1794) y Louis Turreau (1761-1797). Los ansiados diez mil soldados de refuerzo que traía el general Alexis Chalbos (1736-1803) llegaron durante la noche a Beaupréau, permitiendo a los republicanos empujar hacia el norte. 

## Planes republicanos
En la mañana del 17 de octubre, en el consejo de los generales, Kléber propuso dividir al ejército en tres columnas y atacar Saint-Florent-le-Vieil, Gesté y Beaupréau para envolver a sus enemigos y cortar sus posibles retiradas hacia el Loira y Nantes. El plan fue aprobado por Marceau-Desgraviers, sin embargo, Thionville y Chalbos se opusieron. Según ellos, el ejército estaba demasiado agotado y no era seguro dividirlo. El plan fue rechazado y se optó por un ataque masivo contra Beaupréau.

## Planes vandeanos
En Beaupréau, durante el mediodía del 16 de octubre, se celebró un consejo de guerra. Charles de Bonchamps (1760-1793) propuso cruzar el Loira con su división y buscar refuerzos en Bretaña. Antoine-Philippe de La Trémoïlle (1765-1794), Guy Joseph de Donnissan (1737-1794) y Charles Marie de Beaumont d'Autichamp (1770-1859) querían cruzar el río con todo su ejército. Maurice d'Elbée (1752-1794), Henri de La Rochejaquelein (1772-1794) y Jean-Nicolas Stofflet (1753-1796) se negaron a abandonar la Vandea. Por último, Charles de Royrand (1731-1793) quería marchar hacia el oeste para unir fuerzas con François de Charette (1763-1796). 
Finalmente se decidió presentar batalla en Cholet y el ejército debió regresar a la ciudad. Sin embargo, Trémoïlle obtuvo permiso para salir de Saint-Florent con cuatro mil soldados de Bonchamps y ocupar Varades. Según el testimonio del oficial Boutiller de Saint-André la tropa parecía resignada, marchando al martirio más que a la victoria.

## La batalla

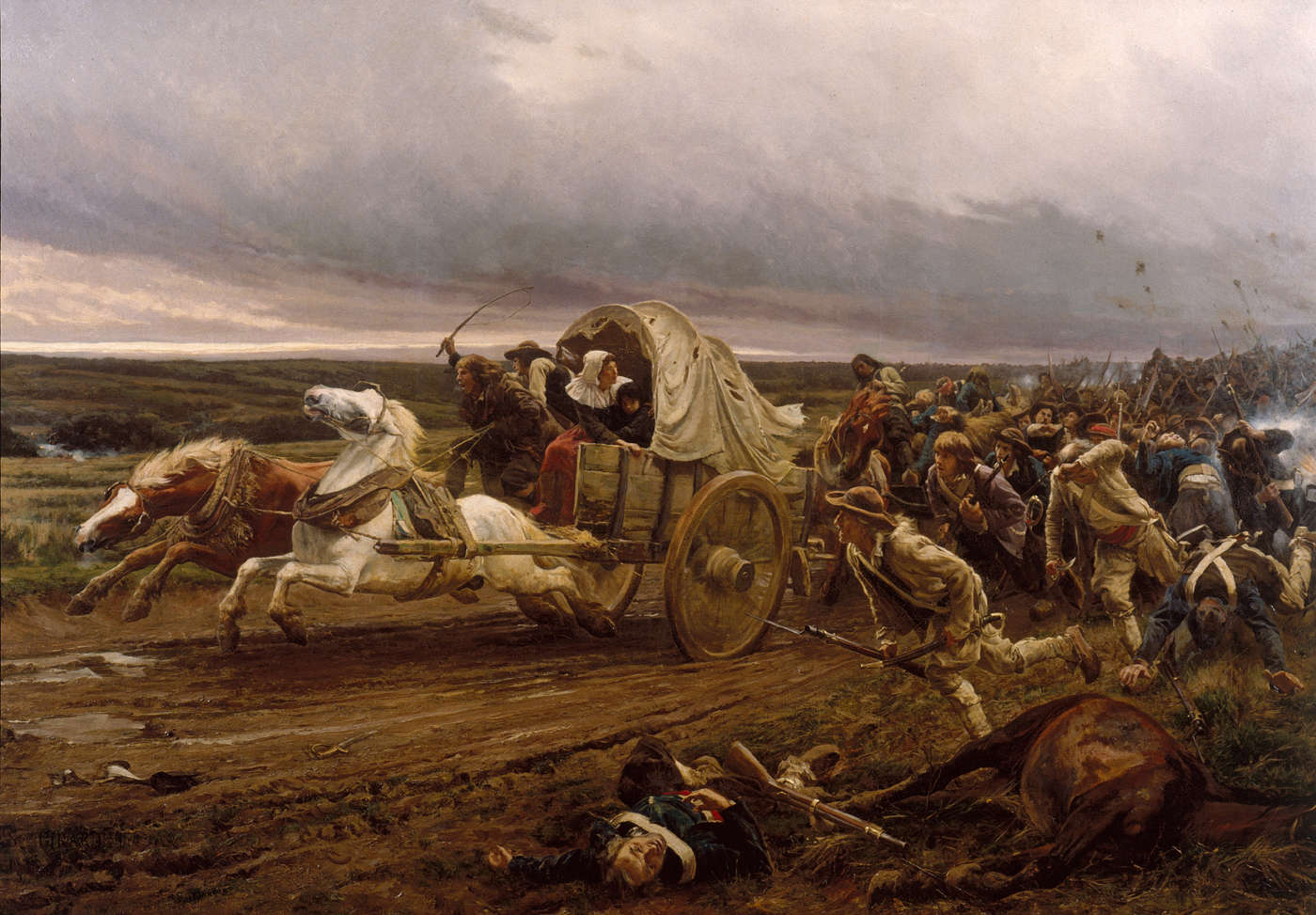
La déroute de Cholet, por Jules Girardet, 1885.

El 17 de octubre, por la tarde, el ejército vandeano se había reagrupado y sumaba 40.000 hombres, fue cuando se lanzó al ataque contra las líneas republicanas al norte de Cholet, que tenían de 26.000 a 27.000 soldados de élite. La Rochejaquelein consiguió hacer retroceder a sus enemigos en el páramo de Papinière. Los vandeanos incendiaron los pastizales, la inmensa humareda impedía a los republicanos utilizar su artillería apropiadamente al no ver a sus blancos.
Los vandeanos atacaron en masa, como tropas regulares, en tres líneas en formación cerrada, muy al contrario de sus tácticas habituales. La Rochejaquelein y Royrand mandaba el ala derecha, Elbée y Bonchamps en centro y Sttoflet con Gaspard Bernard de Marigny (1754-1794) el flanco izquierdo. Las líneas de Marceau, bajo fuego de una docena de cañones vandeanos y superados en número, empezaron a retroceder. Kléber debió utilizar la reserva de Chalbos para intentar salvar la posición. Fue entonces que llegaron cuatro mil refuerzos con el general François Muller (1764-1808), pero la esperanza duro poco. En cuanto los refuerzos vieron al ejército vandeano, rompieron filas y huyeron, causando gran confusión entre los republicanos. El representante Carrier estuvo entre quienes huyeron.
Mientras tanto, las tropas de Vimeux y Scherb logró detener a Sttoflet y Marigny. En contraste, las tropas de Haxo y Beaupuy estaban retrocediendo ante La Rochejaquelein y Royrand hacia los suburbios de Cholet. Kléber debió llegar con unos pocos batallones de reserva y el 109.º regimiento de infantería, pero decidió rodear a las fuerzas vandeanas y atacar su retaguardia. La maniobra se ejecutó exitosamente y los vandeanos se vieron rodeados, tras resistir algún tiempo, no pudieron aguantar las cargas, cayeron en el pánico y huyeron.
En el centro, Marceau posicionó a su artillería detrás de su infantería. Cuando los vandeanos atacaron, ordenó a sus infantes retroceder y su artillería abrió fuego, barriendo a los atacantes. Sorprendido, el centro vandeano huyó y los republicanos aprovecharon para contraatacar. Elbée y Bonchamps sabían que la victoria estaba a su alcance, con unos pocos centenares de infantes y jinetes intentaron reorganizar a sus hombres pero rápidamente se vieron rodeados por republicanos. Ambos cayeron, casi al mismo tiempo, gravemente heridos. Los últimos vandeanos que resistían huyeron, llevando a los generales heridos con ellos. Pronto la derrota se convirtió en un caos y los soldados rebeldes escaparon con la esperanza de cruzar el Loira.
En Pontreau, las tropas de François Lyrot (1732-1793) y Piron de La Varenne (1755-1794) consiguieron proteger la retaguardia vandeana lo suficiente como para permitir la reorganización y retirada ordena del grueso del ejército. Kléber diría en sus Memorias que si sus soldados lucharon como leones, los enemigos lo hicieron como tigres.

## Cruce del Loira
Cuando los comandantes vandeanos llegaron a Beaupréau, decidieron retirarse inmediatamente a Saint-Florent para cruzar el Loira. Tenían informes que Trémoïlle y Autichamp tenían Varades bajo su control, quedando libres para entrar en Bretaña. Sólo Elbée, gravemente herido, no siguió al ejército. Unos soldados lo llevaron al oeste para que se reuniera con la guerrilla de Charette, donde podría refugiarse en la isla de Noirmoutier.

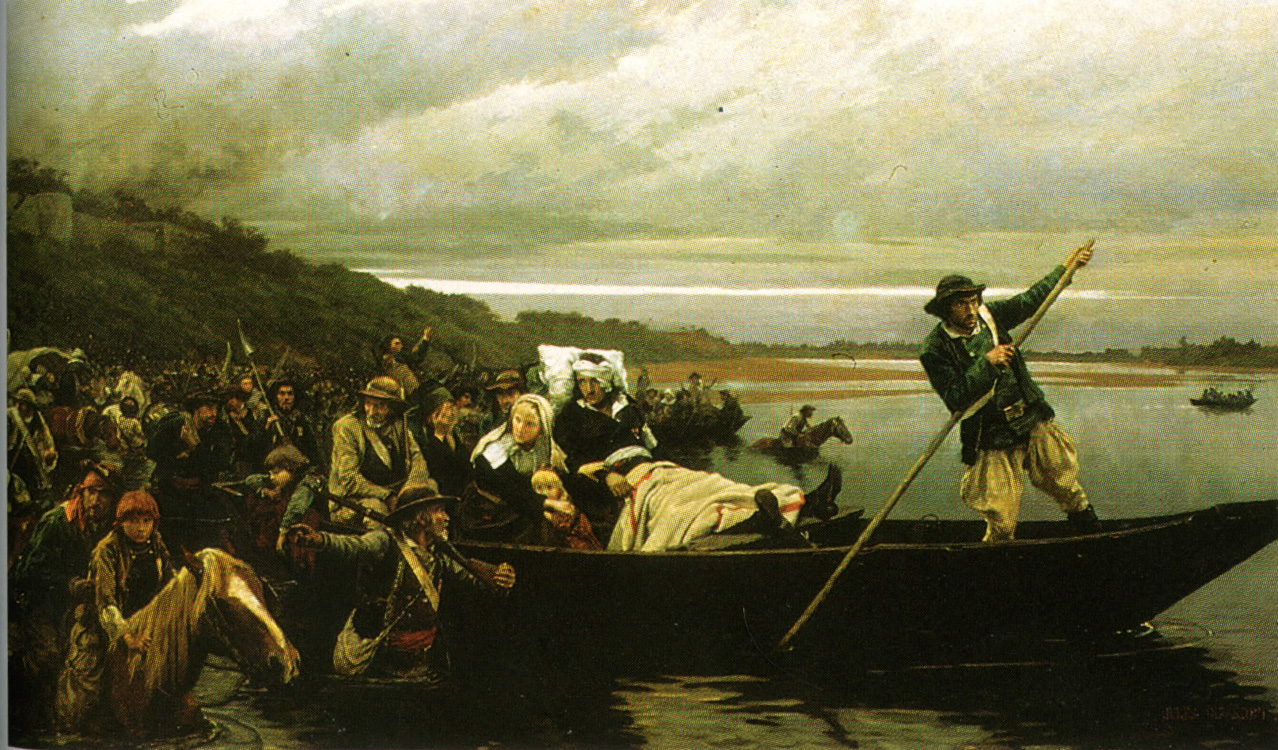
'Le Général Lescure blessé passe la Loire à Saint-Florent, por Jules Girardet, 1881.

Mientras tanto, los republicanos ocupaban Cholet pero Westermann, que había permanecido en Châtillon-sur-Sèvre durante la batalla, había comenzado la persecución de sus enemigos. Seguido por las unidades de Beaupuy y Haxo, se enfrentó a ocho mil hombres de la retaguardia vandeana cuando intentaba entrar en Beaupréau. Sin embargo, cuando finalmente entró, encontró la ciudad desierta, sólo había cuatrocientos heridos enemigos que no pudieron ser evacuados. Westermann ordenó su matanza en represalia por su pasada derrota en Clisson (22 de septiembre), en la que cuatrocientos heridos republicanos, carreteros y médicos fueron asesinados cuando estaban indefensos.
Durante el 17 y el 18 de octubre, los barcos vandeanos hicieron una incesante ronda de viajes para transportar a decenas de miles de soldados, heridos, mujeres, ancianos y niños. Los vandeanos tenían también en su poder a cuatro o cinco mil prisioneros republicanos, a los que no podían transportar pero tampoco los oficiales sabían qué hacer.

## El perdón de Bonchamps

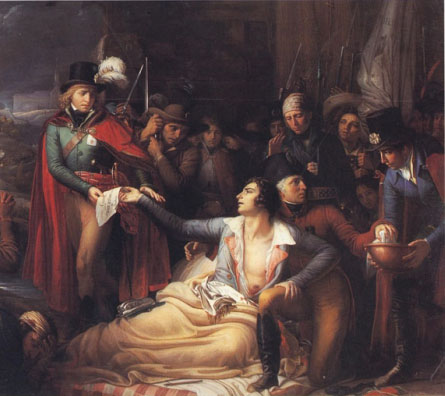
Mort de Bonchamps, por George Degeorge, 1837.

La esposa del general Louis-Marie de Lescure (1766-1793), Victorire de Donnissan (1772-1857), describió la situación de caótica. Cuando un grupo de prisioneros intento escapar, un viejo caballero de la Orden de San Luis, Cesbon d'Argognes, ordenó abrir fuego sobre ellos. Fuera de aquello, los oficiales vandeanos tenían intenciones de ejecutar a los 4.000 a 5.000 prisioneros, justificándose en las matanzas cometidas por los mismos republicanos, pero ninguno se atrevía a dar la orden. El propio general Lescure se mostraba en desacuerdo con tales planes, pero incapaz de detenerlos por estar inmóvil a causa de sus heridas.
Posteriormente, los propios soldados vandeanos en retirada, al conocer que los prisioneros estaban encerrados en la iglesia y la abadía de Saint-Florent, rodearon ambos edificios con sus cañones y se prepararon para vengarse de los republicanos masacrando a los prisioneros. Fue entonces que el general Bonchamps, quien estaba agonizando en una de las casas del pueblo, se enteró de los planes y le ordenó a Autichamp perdonar la vida de los prisioneros. Su esposa, la marquesa de Bonchamps, describiría que el general le dijo a Autichamp que aquella era su última orden y debía cumplirla, orden que hizo pasar por escrito para hacerla oficial. Después de aquello, Autichamp se presentó frente a los soldados que se reunían en el norte del pueblo para perpetrar la matanza y leyó la última orden de su comandante llorando.

Camaradas, me han obedecido este día, que es el último día de mi vida; como su comandante, les ordeno que perdonen a los prisioneros. Si la orden de un líder moribundo no tiene poder sobre ustedes, se los ruego en nombre de la Humanidad, en el nombre de Dios ¡por el cual están luchando! Camaradas, si desprecian mi pedido y mi oración, me pondré entre medio de ustedes y los prisioneros, y sus primeros golpes caerán sobre mí.

Bonchamps era muy querido por la tropa vandeana, por ello su última voluntad fue obedecida sin contratiempos y los presos fueron liberados.

## Giro de la Galerna
Los republicanos estaban jubilosos por su victoria en Cholet. Creían que la guerra estaba casi acabada, pronto podrían acabar con los últimos vandeanos acorralados contra el Loira. El 21 de octubre, en Angers, los representantes anunciaron que las órdenes del Comité de Salvación Pública era acabar la guerra antes del final del mes, ocupar la Vandea y reducirla a cenizas y cadáveres. Kléber reaccionaria ante tales órdenes clasificándolas de repugnantes. 
El 19 de octubre el capitán Hauteville, segundo de Westermann, entró en Saint-Florent antes del amanecer con un destacamento de húsares. Estaba desierta. Todos los vandeanos estaban al norte del Loira. Horas antes Charles de Bonchamps había muerto en Meilleraie y su cuerpo fue enterrado en Varades. El propio Napoleón Bonaparte (1769-1821) reconoció que si sus ingenieros eran hombres cualificados, los vandeanos demostraron en la evacuación ser silfos. 
Informado rápidamente por los prisioneros republicanos liberados, Thionville informó al Comité que tanto Elbée como Bonchamps estaban heridos de muerte y del perdón de este último: 

Se dice que los vandeanos han perdonado la vida a 4.000 de los nuestros que tenían prisioneros. El hecho es cierto porque he hablado con alguno de los que fueron perdonados. Algunos se han dejado impresionar por este hecho de increíble hipocresía.

Para Thionville los vandeanos no eran más que bandidos, era impensable tratarlos mejor por tal acto. Eran poco revolucionario que hombres libres como los republicanos hubieran aceptado el perdón de quienes no pasaban de ser esclavos. Se debía ocultar tal suceso. Y en efecto, así se hizo, se prohibió a los liberados volver a hablar del evento y se inventó una falsa versión en la que los propios republicanos habían salvado a los presos. Estos últimos habían jurado no volver a combatir contra los vandeanos pero fueron obligados a volver a luchar.
La guerra aún no había acabado, se iniciaba el Giro de la Galerna, donde el conflicto se trasladaba a Bretaña y el Maine. Como diría Kléber, sólo se había cambiado de escenario.